# Scaptomyza aloha
Scaptomyza aloha är en tvåvingeart som beskrevs av Walter Leopold Victor Hackman 1959. Scaptomyza aloha ingår i släktet Scaptomyza och familjen daggflugor. Inga underarter finns listade i Catalogue of Life.